# Regional Preferente de La Rioja 2009-10
La temporada 2009-10 de Regional Preferente de La Rioja de fútbol comenzó el 29 de agosto de 2009 y acabó el 6 de junio de 2010. Durante esta campaña era el quinto y último nivel de las Ligas de fútbol de España para los clubes de La Rioja, por debajo de la Tercera División de España.

## Sistema de competición
Un único grupo con los 21 equipos se enfrentarían a doble vuelta, una vez en casa y otra en el campo del equipo rival, todos contra todos.
Los equipos que se clasificaran en los tres primeros puestos ascenderían directamente a Tercera División, exceptuando filiales que ya dispongan de un equipo en la categoría inmediatamente superior. Si hubiera alguna vacante más en el grupo XVI de Tercera División ascenderían los siguientes clasificados.

## Clasificación[1]
| Pos. | Equipo                             | Pts. | PJ | G  | E  | P  | GF  | GC  | Dif. |                                              |
| ---- | ---------------------------------- | ---- | -- | -- | -- | -- | --- | --- | ---- | -------------------------------------------- |
| 1    | S. D. Logroñés (A, C)              | 118  | 40 | 39 | 1  | 0  | 179 | 27  | +152 | Ascenso directo a Tercera                    |
| 2    | C. D. Varea (A)                    | 98   | 40 | 30 | 8  | 2  | 110 | 36  | +74  | Ascenso directo a Tercera                    |
| 3    | U. D. Logroñés "B" (A)             | 92   | 40 | 28 | 8  | 4  | 99  | 31  | +68  | Ascenso directo a Tercera                    |
| 4    | C. F. Ciudad de Alfaro             | 86   | 40 | 27 | 5  | 8  | 95  | 50  | +45  |                                              |
| 5    | C. D. San Lorenzo                  | 66   | 40 | 19 | 9  | 12 | 87  | 64  | +23  |                                              |
| 6    | Casalarreina C. F.                 | 62   | 40 | 18 | 8  | 14 | 77  | 70  | +7   |                                              |
| 7    | C. D. Tedeón                       | 61   | 40 | 16 | 13 | 11 | 73  | 58  | +15  |                                              |
| 8    | Náxara C. D. "B"                   | 58   | 40 | 16 | 10 | 14 | 57  | 65  | −8   |                                              |
| 9    | C. D. F. C. La Calzada             | 56   | 40 | 14 | 14 | 12 | 66  | 65  | +1   |                                              |
| 10   | C. D. Anguiano "B"                 | 52   | 40 | 14 | 10 | 16 | 50  | 70  | −20  |                                              |
| 11   | S. D. Oyonesa "B"                  | 51   | 40 | 13 | 12 | 15 | 56  | 61  | −5   |                                              |
| 12   | Universal Futbolística Rioja F. C. | 51   | 40 | 14 | 9  | 17 | 61  | 68  | −7   |                                              |
| 13   | C. P. Calasancio "B"               | 51   | 40 | 13 | 12 | 15 | 47  | 63  | −16  |                                              |
| 14   | C. D. Bañuelos                     | 50   | 40 | 13 | 11 | 16 | 55  | 77  | −22  |                                              |
| 15   | C. At. Vianés "B"                  | 44   | 40 | 10 | 14 | 16 | 60  | 73  | −13  | El club no compite en la siguiente temporada |
| 16   | C. F. Rápid                        | 39   | 40 | 11 | 6  | 23 | 49  | 78  | −29  |                                              |
| 17   | C. D. Autol                        | 37   | 40 | 9  | 10 | 21 | 43  | 76  | −33  |                                              |
| 18   | C. Haro Deportivo Promesas         | 37   | 40 | 9  | 10 | 21 | 49  | 73  | −24  |                                              |
| 19   | C. D. Celta Cenicero               | 32   | 40 | 9  | 5  | 26 | 51  | 105 | −54  |                                              |
| 20   | Albelda At. C.                     | 15   | 40 | 4  | 3  | 33 | 37  | 108 | −71  |                                              |
| 21   | A. D. R. Santa María               | 13   | 40 | 3  | 4  | 33 | 30  | 113 | −83  |                                              |

 Fuente: Federación Riojana de Fútbol

### Tabla de resultados cruzados
| Local \ Visitante          | SDL | VAR | UDL | CIU | SAN | CAS | TED | NAX | LCA | ANG | OYO | RIO | CAL | BAN  | AVI | RAP | AUT | HAR | CEL  | ALB | SMA |
| -------------------------- | --- | --- | --- | --- | --- | --- | --- | --- | --- | --- | --- | --- | --- | ---- | --- | --- | --- | --- | ---- | --- | --- |
| S. D. Logroñés             | —   | 3–1 | 3–1 | 9–3 | 3–2 | 8–0 | 4–0 | 4–1 | 6–3 | 3–1 | 5–0 | 6–0 | 4–0 | 10–0 | 7–2 | 6–0 | 3–0 | 4–0 | 10–2 | 4–0 | 6–1 |
| C. D. Varea                | 1–3 | —   | 2–0 | 1–0 | 2–0 | 7–2 | 4–3 | 8–0 | 2–0 | 3–0 | 1–0 | 1–0 | 7–0 | 1–1  | 3–3 | 3–1 | 3–2 | 3–0 | 4–0  | 1–0 | 6–2 |
| U. D. Logroñés "B"         | 1–1 | 0–0 | —   | 3–0 | 2–1 | 0–0 | 5–1 | 2–0 | 1–0 | 5–0 | 3–3 | 1–0 | 3–3 | 4–0  | 2–0 | 3–0 | 5–0 | 6–0 | 0–3  | 2–0 | 5–0 |
| C. F. Ciudad de Alfaro     | 1–4 | 3–3 | 1–2 | —   | 2–4 | 3–1 | 2–2 | 2–0 | 1–1 | 7–0 | 4–0 | 2–0 | 1–0 | 3–1  | 3–1 | 2–0 | 3–1 | 3–0 | 4–1  | 3–0 | 4–1 |
| C. D. San Lorenzo          | 0–2 | 0–2 | 1–1 | 1–3 | —   | 1–1 | 1–1 | 2–2 | 3–3 | 5–1 | 3–0 | 2–3 | 2–2 | 1–2  | 4–3 | 3–2 | 3–0 | 3–2 | 3–0  | 3–2 | 3–1 |
| Casalarreina C. F.         | 1–3 | 0–1 | 1–6 | 1–2 | 3–1 | —   | 2–3 | 2–1 | 3–0 | 2–4 | 3–2 | 5–3 | 1–1 | 2–1  | 6–1 | 2–3 | 2–0 | 1–1 | 2–1  | 6–0 | 3–0 |
| C. D. Tedeón               | 0–4 | 0–1 | 0–3 | 0–2 | 0–0 | 4–0 | —   | 2–3 | 6–3 | 1–0 | 2–0 | 1–1 | 3–0 | 0–0  | 1–1 | 0–2 | 0–0 | 0–0 | 4–1  | 0–1 | 4–1 |
| Náxara C. D. "B"           | 1–4 | 0–2 | 0–3 | 1–2 | 0–4 | 1–0 | 0–0 | —   | 1–1 | 2–1 | 0–0 | 4–1 | 0–0 | 1–1  | 3–1 | 1–0 | 2–2 | 2–1 | 2–1  | 3–0 | 1–2 |
| C. D. F. C. La Calzada     | 1–3 | 3–3 | 1–3 | 0–2 | 0–1 | 2–2 | 2–2 | 1–2 | —   | 2–0 | 1–1 | 0–0 | 2–1 | 2–0  | 1–1 | 3–0 | 3–3 | 1–0 | 1–2  | 3–0 | 3–2 |
| C. D. Anguiano "B"         | 0–4 | 0–2 | 1–1 | 0–3 | 3–1 | 1–0 | 3–3 | 3–1 | 4–1 | —   | 0–0 | 1–1 | 1–2 | 0–1  | 1–1 | 1–0 | 1–0 | 0–0 | 0–3  | 4–1 | 4–2 |
| S. D. Oyonesa "B"          | 0–5 | 0–3 | 0–1 | 0–1 | 1–1 | 0–2 | 0–1 | 2–0 | 2–2 | 1–1 | —   | 0–1 | 1–0 | 2–4  | 1–1 | 3–2 | 3–1 | 3–1 | 3–1  | 5–0 | 6–0 |
| U. F. Rioja F. C.          | 1–2 | 0–4 | 1–3 | 1–1 | 1–0 | 3–2 | 3–4 | 2–2 | 3–3 | 1–2 | 0–3 | —   | 3–0 | 0–3  | 3–0 | 1–2 | 3–2 | 2–0 | 4–2  | 5–1 | 0–0 |
| C. P. Calasancio "B"       | 0–6 | 1–1 | 0–3 | 3–2 | 2–1 | 2–2 | 0–0 | 1–1 | 1–1 | 0–1 | 1–1 | 2–0 | —   | 0–1  | 3–1 | 0–1 | 1–0 | 3–3 | 0–2  | 2–1 | 3–0 |
| C. D. Bañuelos             | 0–4 | 3–3 | 1–4 | 2–2 | 2–4 | 1–2 | 0–3 | 0–4 | 2–2 | 1–1 | 1–2 | 0–3 | 2–1 | —    | 0–2 | 3–1 | 3–2 | 1–3 | 4–1  | 0–0 | 3–1 |
| C. Atlético Vianés "B"     | 0–2 | 0–4 | 2–1 | 4–2 | 4–4 | 0–2 | 1–3 | 1–1 | 0–1 | 1–1 | 1–1 | 1–1 | 1–2 | 1–0  | —   | 0–0 | 7–0 | 1–1 | 2–2  | 3–0 | 2–1 |
| C. F. Rápid                | 1–3 | 0–1 | 2–2 | 1–4 | 0–2 | 0–3 | 1–3 | 1–2 | 0–2 | 0–2 | 4–2 | 2–1 | 1–1 | 2–2  | 0–3 | —   | 0–2 | 1–1 | 2–3  | 3–2 | 5–0 |
| C. D. Autol                | 0–6 | 4–5 | 1–2 | 0–2 | 1–2 | 0–0 | 1–1 | 1–2 | 0–1 | 3–0 | 1–1 | 1–4 | 1–0 | 0–0  | 3–1 | 0–0 | —   | 1–0 | 1–0  | 2–1 | 3–1 |
| C. Haro Deportivo Promesas | 2–5 | 2–2 | 1–3 | 0–2 | 2–3 | 0–0 | 2–4 | 2–0 | 0–3 | 1–2 | 0–1 | 1–0 | 0–3 | 0–0  | 1–0 | 0–2 | 1–1 | —   | 4–0  | 6–2 | 7–0 |
| C. D. Celta Cenicero       | 0–4 | 0–3 | 0–3 | 0–3 | 0–5 | 0–4 | 3–2 | 0–4 | 1–3 | 3–3 | 2–3 | 1–1 | 0–2 | 2–3  | 0–2 | 3–4 | 1–2 | 4–0 | —    | 1–1 | 2–1 |
| Albelda Atlétic C.         | 0–2 | 0–3 | 1–2 | 0–1 | 1–3 | 1–2 | 1–2 | 3–5 | 1–2 | 1–2 | 1–3 | 1–3 | 1–2 | 1–4  | 2–2 | 3–1 | 3–1 | 1–2 | 2–3  | —   | 1–0 |
| Logroño Santa María        | 0–4 | 0–3 | 0–2 | 1–4 | 2–4 | 2–4 | 0–7 | 0–1 | 0–2 | 1–0 | 0–0 | 0–1 | 1–2 | 0–2  | 0–2 | 0–2 | 0–0 | 0–2 | 0–0  | 7–0 | —   |

## Datos y estadísticas

### Récords
| Récords de equipos       | Récords de equipos | Récords de equipos                           | Récords de equipos  | Récords de equipos           | Récords de equipos | Récords de equipos           | Récords de equipos     | Récords de equipos |
| Grupo                    | Fecha              | Equipo/s                                     | Local               |                              | Resultado          |                              | Visitante              | Rep.               |
| ------------------------ | ------------------ | -------------------------------------------- | ------------------- | ---------------------------- | ------------------ | ---------------------------- | ---------------------- | ------------------ |
| Más goles en un partido  | 31-01-2010         | S. D. Logroñés y C. F. Ciudad de Alfaro (12) | S. D. Logroñés      | Bandera de La Rioja (España) | 9 – 3              | Bandera de La Rioja (España) | C. F. Ciudad de Alfaro | Jornada 23         |
| Más goles en un partido  | 01-11-2009         | S. D. Logroñés y C. D. Celta Cenicero (12)   | S. D. Logroñés      | Bandera de La Rioja (España) | 10 – 2             | Bandera de La Rioja (España) | C. D. Celta Cenicero   | Jornada 10         |
| Mayor victoria local     | 29-11-2009         | S. D. Logroñés (+10)                         | S. D. Logroñés      | Bandera de La Rioja (España) | 10 – 0             | Bandera de La Rioja (España) | C. D. Bañuelos         | Jornada 14         |
| Mayor victoria visitante | 20-12-2009         | C. D. Tedeón (+7)                            | Logroño Santa María | Bandera de La Rioja (España) | 0 – 7              | Bandera de La Rioja (España) | C. D. Tedeón           | Jornada 17         |

Fuente: Fútbol Regional.